# Wilder (Kentucky)
Wilder és una població dels Estats Units a l'estat de Kentucky. Segons el cens del 2000 tenia 2.624 habitants.

## Demografia
Segons el cens del 2000, Wilder tenia 2.624 habitants, 1.162 habitatges, i 743 famílies. La densitat de població era de 273,1 habitants/km².
Dels 1.162 habitatges en un 28,1% hi vivien nens de menys de 18 anys, en un 49,5% hi vivien parelles casades, en un 12,4% dones solteres, i en un 36% no eren unitats familiars. En el 31,2% dels habitatges hi vivien persones soles el 7,1% de les quals corresponia a persones de 65 anys o més que vivien soles. El nombre mitjà de persones vivint en cada habitatge era de 2,26 i el nombre mitjà de persones que vivien en cada família era de 2,85.
Per edats la població es repartia de la següent manera: un 23% tenia menys de 18 anys, un 7,2% entre 18 i 24, un 35,2% entre 25 i 44, un 23,3% de 45 a 60 i un 11,3% 65 anys o més.
L'edat mediana era de 36 anys. Per cada 100 dones de 18 o més anys hi havia 80,5 homes.
La renda mediana per habitatge era de 49.567 $ i la renda mediana per família de 65.089 $. Els homes tenien una renda mediana de 42.380 $ mentre que les dones 35.230 $. La renda per capita de la població era de 27.693 $. Entorn del 5,9% de les famílies i el 7% de la població estaven per davall del llindar de pobresa.

## Poblacions més properes
El següent diagrama mostra les poblacions més properes.